# Dendrocerus anomaliventris
Dendrocerus anomaliventris är en stekelart som först beskrevs av William Harris Ashmead 1893.  Dendrocerus anomaliventris ingår i släktet Dendrocerus och familjen trefåresteklar. Inga underarter finns listade i Catalogue of Life.